# لويس كانيلاريا
لويس كانيلاريا (بالإسبانية: Luis Candelaria)‏ هو طيار أرجنتيني، ولد في 29 أكتوبر 1892 في بوينس آيرس في الأرجنتين، وتوفي في 23 ديسمبر 1963 في سان ميغيل دي توكومان في الأرجنتين.